# Forsan
Forsan is een plaats (city) in de Amerikaanse staat Texas, en valt bestuurlijk gezien onder Howard County.

## Demografie
Bij de volkstelling in 2000 werd het aantal inwoners vastgesteld op 226.
In 2006 is het aantal inwoners door het United States Census Bureau geschat op 221, een daling van 5 (-2,2%).

## Geografie
Volgens het United States Census Bureau beslaat de plaats een oppervlakte van
0,8 km², geheel bestaande uit land. Forsan ligt op ongeveer 850 m boven zeeniveau.

## Plaatsen in de nabije omgeving
De onderstaande figuur toont nabijgelegen plaatsen in een straal van 44 km rond Forsan.